# Черекаев, Алексей Васильевич
Алексей Васильевич Черекаев (29 марта 1932 года, Ленинское, Джангалинский район, Уральская область, Казахская ССР — 7 ноября 2010 года, Москва, Россия) — директор госплемзавода «Анкатинский» Уральской области, учёный-животновод, специалист по мясному скотоводству, государственный деятель Казахской ССР, Герой Социалистического Труда (1971). Член ЦК Компартии Казахской ССР. Депутат Верховного Совета Казахской ССР. Академик ВАСХНИЛ. Заслуженный деятель науки Российской Федерации (1995).

## Биография
Родился 20 марта 1932 года в казачьей семье в селе Ленинское Джангалинского района Уральской области (бывшая станица Глининская, в настоящее время — Маштексай Жангалинского района Западно-Казахстанской области, Казахстан).
В 1955 году окончил Московскую ветеринарную академию, после чего до 1958 года работал главным зоотехником Чапаевского мясосовхоза. В 1958 году вступил в КПСС. В 1959 году начальник Райсельхозинспекции Чапаевского района (сегодня — Акжаикский район). C 1959 по 1962 год аспирант ВНИИ животноводства. В 1962 году защитил диссертацию на соискание научной степени кандидата наук.
В 1963 года старший научный сотрудник ВНИИ животноводства. С 1963 по 1972 год директор государственного племенного завода «Анкатинский» Уральской области. Свою работу на госплемзаводе сочетал с научной деятельностью. В это время написал около 30 научных сочинений по мясному животноводству. Во время восьмой пятилетки госплемзавод «Анкатинский» сдал государству 19644 центнера мяса при плане 14700 центнеров. От каждых 100 коров получено в среднем по 92 телёнка при плане 90. Пятилетний план по сбору зерновых выполнен на 185 %.
8 апреля 1971 года Указом Президиума Верховного Совета СССР удостоен звания Героя Социалистического Труда «за выдающиеся успехи, достигнутые в развитии сельскохозяйственного производства и выполнении пятилетнего плана продажи государству продуктов земледелия и животноводства» с вручением ордена Ленина и золотой медали Серп и Молот.
С 1972 по 1975 год заместитель Председателя Совета Министров Казахской ССР. Избирался депутатом Чапаевского районного совета народных депутатов. Был членом Уральского обкома партии.
В 1975 году выехал из Казахской ССР. В 1975—1976 директор ВИЖ. С 1976 по 1979 год советник по сельскому хозяйству при посольстве СССР в Австралии. С 1979 по 1982 год генеральный директор ВНПО по племенному делу в животноводстве. С 1982 по 1992 год заведующий кафедрой частной зоотехники во Всесоюзном СХИ заочного обучения (ВСХИЗО). С 1992 по 2002 год академик-секретарь отделения зоотехники РАСХН. В 1995 году удостоен звания «Заслуженный деятель науки Российской Федерации».Выдвигался в Госдуму РФ от АПП в 1993 году.
С 1999 года профессор кафедры скотоводства и коневодства зоотехнического факультета Московской государственной академии ветеринарной медицины и биотехнологии.
Умер 7 ноября 2010 года в Москве.
Сын — нейрохирург Черекаев, Василий Алексеевич.

## Сочинения
Опубликовал около 200 научных сочинений, посвящённых мясному животноводству.
- «Племенная работа в мясном скотоводстве»/ Соавт. И. А. Черекаева. — Алма-Ата: Кайнар, 1973. — 183 с.
- «Технология специализированного мясного скотоводства». — М.: Колос, 1975. — 288 с.
- «Мясное скотоводство»/ Соавт.: А. Г. Зелепухин и др. — Оренбург: Изд-во ОГУ, 2000. — 350 с.
- «Концепция-прогноз развития животноводства России до 2010 года»/ Соавт.: Г. А. Романенко и др.; МСХ РФ, РАСХН. — М., 2002. — 136 с.
- «Вдоль Урала берегов», Россельхоакадемия, 2000, 567 стр.

## Награды
- Орден «Знак Почёта» (1966);
- Герой Социалистического Труда;
- Орден Ленина (1971);
- Орден Трудового Красного Знамени (1973);
- Медаль «За трудовую доблесть»;
- Медаль «В ознаменование 100-летия со дня рождения Владимира Ильича Ленина»